# Carmen Pujals
Carmen Pujals ( 1916 - 2003 ) fue una botánica, algóloga, profesora, y exploradora argentina.
Era originaria de Buenos Aires, hija de catalanes, y a los 5 años con su familia, se trasladaron a la ciudad de Barcelona, estudiando la primaria y la secundaria allí. Admiradora de la naturaleza y su interés por la botánica, en 1935 ingresa a la Universidad de Barcelona para estudiar Biología. Su familia, presintiendo una guerra civil, decidió volver a Buenos Aires. En 1936 ingresó a la Universidad de Buenos Aires, reiniciando sus estudios en Ciencias Naturales.
Fue jefa de Trabajos Prácticos de la cátedra de Criptógamas de la Facultad de Ciencias Exactas y Naturales de la UBA, con el Dr. Alberto Castellanos (1896-1968), su maestro y guía en el estudio de algas marinas. Ya graduada, en 1947 comenzó sus actividades de investigación en el "Laboratorio de Ficología Marina", del Museo Argentino de Ciencias Naturales Bernardino Rivadavia (MACN), donde transcurrió su trabajo durante más de 50 años.
En 1968, participó de las primeras mujeres argentinas en viajar a Antártida, con las profesoras Elena Dolores Martínez Fontes, María Adela Caría e Irene Bernasconi. A bordo del A.R.A. «Bahía Aguirre» fueron trasladadas a la Base Melchior, donde trabajaron durante todo el verano en una memorable expedición científica que también abarcó las islas Shetland y las Orcadas. Durante su estadía recolectó ejemplares de algas marinas antárticas, hoy conservadas en el Herbario del MACN.
En 1971 efectuó el primer ingreso a las islas Malvinas, en donde permaneció por más de un mes recorriendo la costa de las islas y coleccionando ejemplares de algas marinas.
En diciembre de 1972, realizó un segundo viaje a Antártida, sin embargo la banquisa impidió que el buque Bahía Aguirre pudiera atracar en las islas Orcadas. Ambos viajes al continente blanco marcaron significativamente su vida, siendo una apasionada en todo lo referente a la biología antártica.

## Algunas publicaciones
- carmen Pujals. 1981. Identidad de Ballia scoparia (Hook. & Harv.) Harv. (Rhodophyta, Floridophyceae). Revista Museo Argent. Ci. Nat. B. Rivadavia, Ser. Bot. 6: 1-22

- -------------------. 1977. Adiciones y correcciones al «Catálogo de Rhodophytas citadas para la Argentina». Revista Museo Arg. Cs. Nat. B. Rivadavia, Ser. Bot. 5: 123-163

- -------------------. 1970. Medeiothamnion nuevo género de Ceramiaceae. Revista Museo Argent. Ci. Nat. B. Rivadavia, Ser. Bot. 3: 287-299

- -------------------. 1968. Revalidación de algunas especies argentinas de Rhodophycophyta. Revista Museo Argent. Ci. Nat. B. Rivadavia, Extra, n.s. 54: 1-2

- -------------------. 1967a. Presencia en Argentina de Compsopogon (Rhodophycophyta, Bangiophyceae). Comumic. Museo Argent. Ci. Nat. B. Rivadavia, Ser. Hidrobiol. 1: 47-53

- -------------------. 1967b. Presencia en Argentina del género Thorea (Rhodophycophyta, Florideae). Comumic. Museo Argent. Ci. Nat. B. Rivadavia, Ser. Hidrobiol. 1(7): 55-64

- -------------------. 1967c. Notas sobre Rhodophycophyta de la Argentina. Revista Museo Argent. Ci. Nat. B. Rivadavia, Ser. Hidrobiol. 2: 57-76

- -------------------. 1961. Algunas observaciones sobre Asterocystis ornata (C.Agardh) Hamel. Rodoficea nueva para Argentina. Darwiniana 12: 365-377

- -------------------. 1960. Nemalion (Rhodophycophyta) género nuevo para la flora argentina. Darwiniana 12: 75-80

- -------------------. 1959. Nota preliminar sobre la presencia del género Asterocystis en Argentina. Revista Museo Argent. Ci. Nat. B. Rivadavia 8: 36

### Libros y capítulos de libros
- carmen Pujals. 1963. Catálogo de Rhodophyta citadas para Argentina. Revista Museo Argent. Ci. Nat. B. Rivadavia, Ser. Bot. 3. Estab. Gráf E.G.L.H. 139 pp.

## Honores
- 1991, con el Dr. Sebastián Guarrera es miembro cofundador de la "Asociación Argentina de Ficología"

- La abreviatura «Pujals» se emplea para indicar a Carmen Pujals como autoridad en la descripción y clasificación científica de los vegetales.[11]